# Leonard Fraser
Leonard John Fraser (Ingham, Queensland, 27 de Junho de 1951 - Woolloongabba, Queensland, 1 de Janeiro de 2007) foi um serial killer australiano condenado.

## Histórico
Fraser foi detido pelo rapto e assassinato de Keyra Steinhardt, uma menina de nove anos de idade, em Rockhampton, Queensland, em 1990. Ele já havia estado preso por um período por estupro. Ele foi subsequentemente acusado de quatro outros assassinatos. A polícia encontrou muitos troféus das suas vítimas no seu apartamento e "rabos de cavalo" de três diferentes mulheres, os quais não puderam ser identificados com nenhuma das suas vítimas.
Uma alegada vítima, Natasha Ryan, foi encontrada com vida, a viver secretamente com o seu namorado depois de ter estado desaparecida por cinco anos. Em 2003, foi sentenciado a três penas de prisão sem termo definido pelos assassinatos de Beverley Leggo e Sylvia Benedetti, e pelo homicídio culposo de Julie Turner na zona de Rockhampton em 1998 e 1999. No seu julgamento, o juiz descreveu-o como um predador sexual que era um perigo para a comunidade e para os companheiros de prisão.[carece de fontes?]
Fraser foi detido no Wolston Correctional Centre e, depois de se queixar de dores torácicas, foi levado para a secção de segurança do Princess Alexandra Hospital em Woolloongabba, onde viria a morrer aos 55 anos, de ataque cardíaco no Dia de Ano Novo de 2007.